# Alberto Emilio García Rodríguez
Alberto Emilio García Rodríguez (Madrid, 1918) fou un polític i empresaris espanyol. Va passar la infantesa a Jerez de la Frontera i va treballar com a mariner mercant. Lluità amb el bàndol nacional a la Guerra Civil espanyola, i en la postguerra va mantenir bones relacions amb els cercles monàrquics i amb la família Oriol Urquijo. Es va establir a Alcoi, on fou el promotor de la Unión Nacional Española, fundà i presidí la Casa de Andalucía, fou vicepresident del Seminari d'Estudis Alcoians i el 1971 fou nomenat tinent de la ciutat pel tercio familiar. L'abril de 1977 fou nomenat darrer alcalde d'Alcoi abans de les primeres eleccions municipals democràtiques de 1979. Després es retirà de la política.